# Воздвиженский сельский округ (Сергиево-Посадский район)
Воздвиженский сельский округ — упразднённая административно-территориальная единица, существовавшая на территории Сергиево-Посадского района Московской области в 1994—2006 годах.
Воздвиженский сельсовет был образован в первые годы советской власти. По данным 1918 года он входил в состав Сергиевской волости Дмитровского уезда Московской губернии.
13 октября 1919 года Сергиевская волость вошла в Сергиевский уезд. По данным 1922 года Воздвиженский с/с в Сергиевской волости не числился.
В 1927 году Воздвиженский с/с был восстановлен путём выделения из Рязанцевского с/с.
В 1929 году Воздвиженский с/с был отнесён к Сергиевскому (с 1930 — Загорскому) району Московского округа Московской области. При этом к нему был присоединён Рязанцевский с/с, а также Городецкий с/с бывшей Хотьковской волости.
17 июля 1939 года к Воздвиженскому с/с был присоединён Зубцовский с/с (селения Зубцово, Киримово, Куроедово, Лычёво, Спас-Торбеево и Шелково).
9 июля 1952 года из Охотинского с/с в Воздвиженский были переданы селения Охотино и Ерёмино. Одновременно селение Городок было передано из Воздвиженского с/с в Репиховский сельсовет.
22 июня 1954 года к Воздвиженскому с/с было присоединено селение Варавино Тураковского с/с.
1 февраля 1963 года Загорский район был упразднён и Воздвиженский с/с вошёл в Мытищинский сельский район. 11 января 1965 года Воздвиженский с/с был возвращён в восстановленный Загорский район.
30 июня 1969 года из Митинского с/с в Воздвиженский было передано селение Городок.
21 августа 1989 года селение Городок Воздвиженского с/с было переименовано в Радонеж.
16 сентября 1991 года Загорский район был переименован в Сергиево-Посадский.
3 февраля 1994 года Воздвиженский с/с был преобразован в Воздвиженский сельский округ.
В ходе муниципальной реформы 2005 года Воздвиженский сельский округ прекратил своё существование как муниципальная единица. При этом все его населённые пункты были переданы в сельское поселение Лозовское.
29 ноября 2006 года Воздвиженский сельский округ исключён из учётных данных административно-территориальных и территориальных единиц Московской области.